# Nyugati lant
A nyugati lant vagy röviden lant húros, pengetős hangszer, a rövid nyakú lantok családjába tartozik. Európában a középkorban jelent meg, az arab lantból, az údból fejlődött ki. Ovális teste, domború háta, rövid, zömök nyaka, hátratört, egyenes hangolófeje van oldalsó állású fakulcsokkal. A 15–17. században a nyugati zene egyik legnépszerűbb, legsokoldalúbban használt hangszerévé vált.

## Leírása

### Test
Az európai lant szinte teljes egészében fából készül, méretéhez viszonyítva meglepően könnyű. A tető tojásdad vagy cseppformájú, általában lucfenyő rezonáns, belülről keresztgerendákkal megerősítve. A test domború formában összeillesztett hosszanti szelvényekből áll, nagyjából félkör keresztmetszetű. A nyak a tetővel azonos síkban van, a húrok alatt keményfa borítással. A hangolófej erősen, szinte a nyakra merőlegesen hátrahajlik. A hangolás fa kulcsokkal történik. A bundok a nyakra hurkolt bélhúrok, a tetőn is folytatódnak, itt már keményfából készülnek. A tetőn kap helyet még az egyszerű, csomózásos rendszerű húrláb, és a kör alakú hanglyuk, amit rozetta díszít.

### Húrok
A húrok hagyományosan bélből készültek, de ma már nejlonhúrokkal is helyettesíthetik őket. A mély húrok fémszállal vannak betekerve. Egy részük kettesével alkot egy húrcsoportot, azaz kórust, a legmagasabb általában egymagában van, ez a chanterelle. A dupla húrok azonos hangolásúak, de a mélyebbeknél az egyik lehet egy oktávval magasabb. A dupla húrokat a bal és a jobb kéz is mindig egy húrként kezeli, együtt szólaltatja meg. A lant húrjai általában kevésbé feszesek, mint a mai klasszikus gitár húrjai.

## Hangolások
Lantokat a történetük során nagyon sok méretben, húrozással és hangolásban készítettek, így általános hangolási szabványok sem alakulhattak ki.

### Reneszánsz
A hathúros, vagy pontosabban hat kórusos reneszánsz tenor lant hangolása hasonló a tenor gambához, kvart hangközökre épül, kivéve a 3–4. kórust, melyek nagyterc távolságra vannak hangolva. Ha a legmagasabb hang a g', akkor a hangolás:
- Gg-cc'-ff-aa-d'd'-g'.

A többi húrpárt lefelé adták hozzá, ha kellett, de ezeket mindig az éppen játszott zene hangneméhez használható főbb basszus-hangokra hangolták, a fogólapon nem fogták le. Így például egy nyolc kórusos reneszánsz tenor lant hangolása:
- Dd-Ff-Gg-cc'-ff-aa-d'd'-g',

tíz kórusos hangolás:
- Cc-Dd-Eses-Ff-Gg-cc'-ff-aa-d'd'-g'.

### Barokk
A 17. század második felére a franciáknál és északon kialakult egy viszonylag szabványos hangolás, a „barokk” vagy „d-moll” hangolás. Itt a fölső hat kórus d-moll hármashangzatokat alkotott, a többi pedig a d-moll hangsor mentén haladt lefelé:
- A'A-H'H-Cc-Dd-Ee-Ff-Gg-AA-dd-ff-aa-d'-f'.

Az alsó húrok hangjait természetesen az éppen játszott hangnemnek megfelelően áthangolva módosították.
A mai lantokat leggyakrabban a reneszánsz hangolással használják.

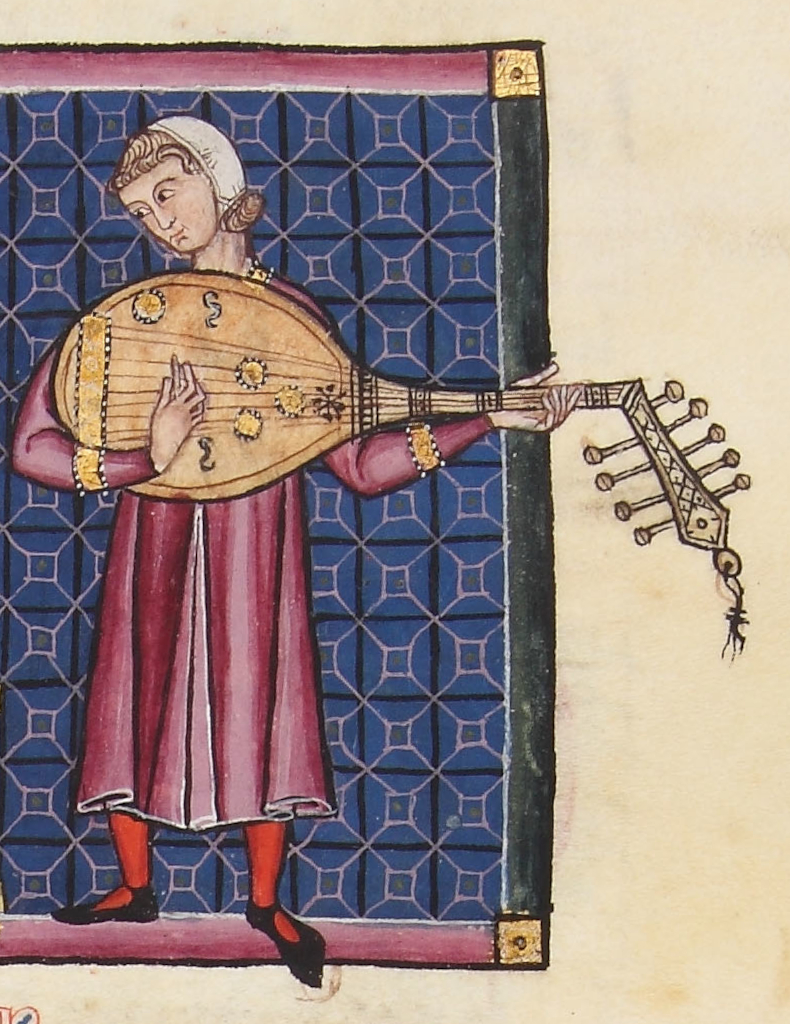
Középkori lant

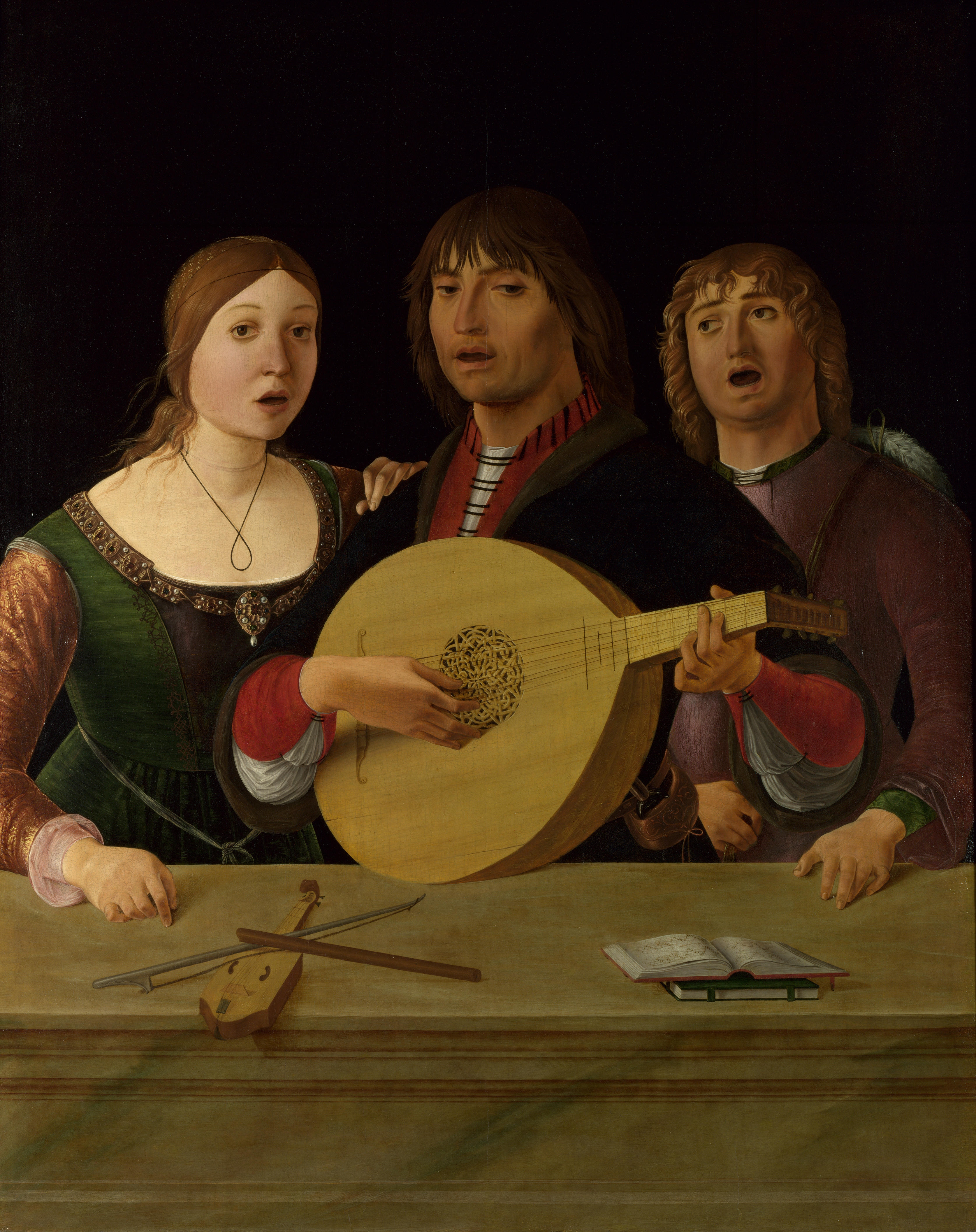
Reneszánsz lant

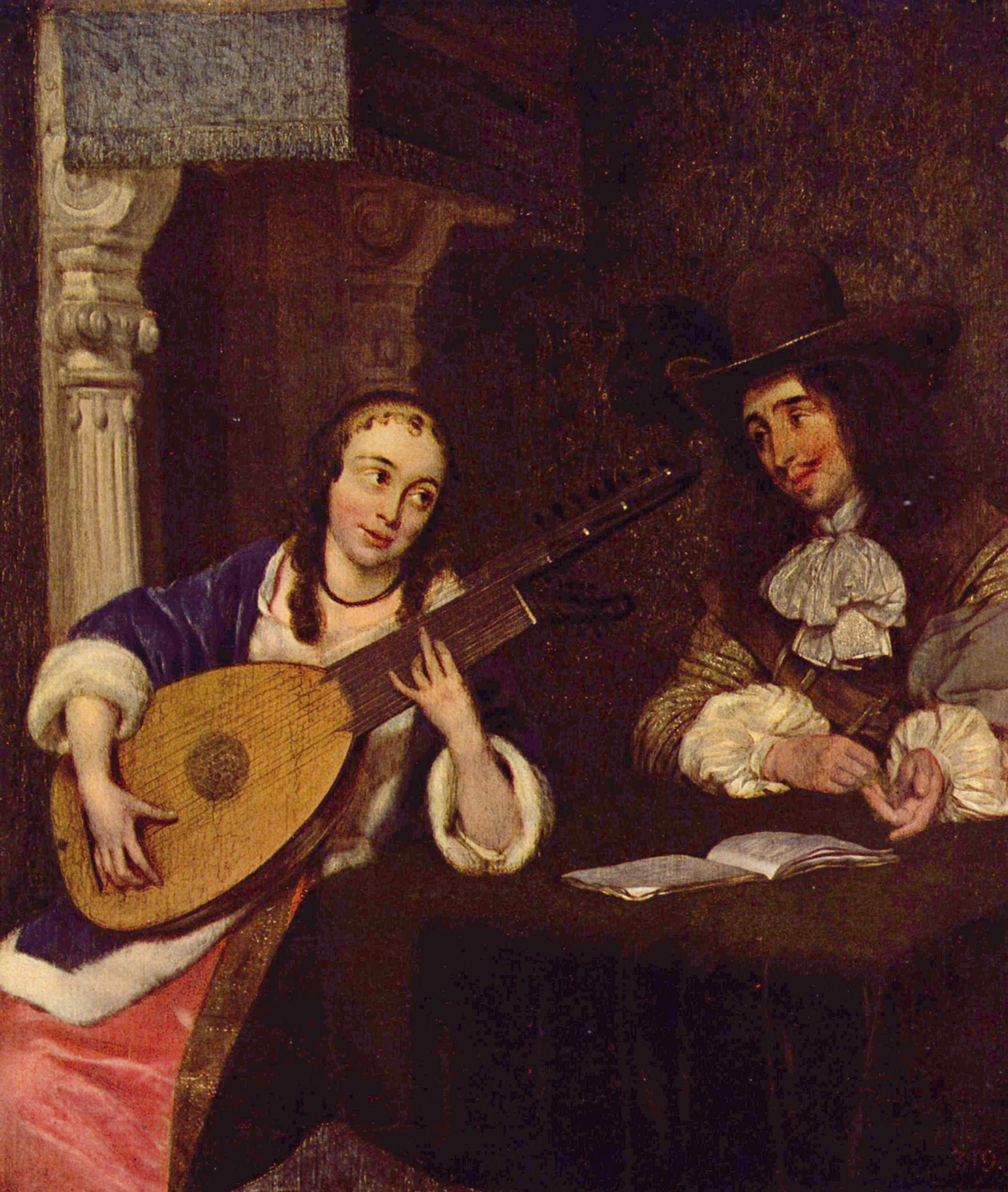
Barokk lant

## Története

### Középkor
A nyugati lant megjelenése előtt a 9–10. századi európai ábrázolásokon két, minden bizonnyal közép-ázsiai eredetű lantszerű hangszer fedezhető fel. A ma lant néven ismert hangszer közvetlen elődje, az arab úd először spanyol földön, a 10. század közepén jelent meg, majd egy-két évszázad múlva Franciaország területén követhető az elterjedése. Az úd ma is használatos az arab országokban, de mai formája eltér az akkoritól. A hangszernek ebben az időben fából kivájt tálformájú teste volt a tetőre ragasztott húrtartó-húrlábbal, hátratört hangolófejjel, oldalsó állású hangolókulcsokkal, bundozatlan nyakkal; a középkori európai lant ezt a formát vette át. Az úd mai formájának kialakulásában a nyugati lant későbbi fejlődésének visszahatása figyelhető meg. 
A középkori lanton mindig van egy középső hanglyuk, rozetta, de lehetnek továbbiak is. A húrok száma a 14. században hat, hét és nyolc, az utóbbi esetben négy húrpár. A 15. században négy húrpár és egy magában álló legmagasabb húr a jellemző. A nyak és a test kezdetben harmonikusan egybesimul, majd a 15. századtól már gyakrabban elkülönül egymástól. Talán ekkoriban tértek át az egy darabból kivájt testformáról a szelvényezett építésmódra, külön illesztett nyakkal. Ebből az időből valók az első bundozott fogólapú lantok ábrázolásai is. A középkori lant valószínűleg nem többszólamú játékra vagy akkordozásra szolgált, hanem a többszólamú kompozícióknak csak egy-egy szólamát adta elő. Gyakran pengetővel pengették, ez például tollból készülhetett.

### Reneszánsz
A 15. században fokozatosan alakult ki az ujjakkal történő többszólamú játék technikája, és a hozzáadott hatodik húrpár is szélesítette lehetőségeit. Ekkor nyerte el klasszikus formáit, vált széles körben elterjedtté. Népszerűségét annak köszönhette, hogy egy viszonylag olcsó, könnyű, hordozható zeneszerszám volt, amely emellett hihetetlenül sokoldalú volt, mindenféle korabeli zenei igényt ki tudott elégíteni. Tánczenét, kórusművek átiratait, prelúdiumokat, fantáziákat adtak elő rajta, de az is szerepet játszott népszerűségében, hogy az antikvitásért rajongó reneszánszban ez a hangszer az antik lant örökösének tudta láttatni magát.
Európán belül csak az Ibériai-félszigeten nem tudott gyökeret verni, itt egy gitárszerű hangszer, a vihuela tündökölt a lant szerepében.

### Barokk
A 16. század végétől egyre több újítást alkalmaztak a hangszeren. Újabb és újabb húrok hozzáadásával bővítették lefelé a hangterjedelmét, egyre bonyolultabb nyakmegoldások jöttek létre az egyre hosszabb menzúrájú „extra” húrok felfüggesztésére. A hozzáadott basszus húrokat már nem is lehetett lefogni, hárfa módjára pengették ezeket. Az így létrejött hangszerek néha két méter hosszúak is lehettek, mint például a chitarrone. A fémszállal körbetekert húrok feltalálásával lehetett újra csökkenteni a basszushúrok hosszúságát, így a lant méreteit.
A 17. század végétől kezdve a lant egyre inkább háttérbe szorult. Az operák, koncerttermek, zenekarok korszaka következett, ahol ennek a halk, meghitt hangú hangszernek már nem sok jövője volt. A házi muzsikálásban is inkább a billentyűs hangszerek, vagy a sokkal egyszerűbben behangolható és kezelhető öthúros gitárok váltak uralkodóvá.

## A lant mesterei
- Pietro Bono (1417–1497)
- Francesco da Milano (1497–1543) „il Divino”
- Bakfark Bálint (1507–1576)
- John Dowland (1563–1626)
- Tinódi Lantos Sebestyén

Lantra komponáltak:
- Johann Sebastian Bach (1685–1750)
- Sylvius Leopold Weiss (1687–1750)

Korunk lantművészei:
- Julian Bream (1933–2020)
- Benkő Dániel (1947–2019)
- Béke Csaba
- Kónya István
- Győri István
- Tokodi Gábor